# Жене у црном
Жене у црном (Хеб:נשים בשחור, Нашим Бешахор) је женски антиратни покрет који окупља око 10.000 активиста у свету. Прву групу су формирале израелске жене у Јерусалиму 1988. године током избијања Прве интифаде.

## Историја
Одговарајући на оно акције израелских војника које су сматрале озбиљним кршењима људских права на окупираним територијама, жене су почеле да протестују сваког петка у центру Јерусалима, носећи црну одећу у знак жалости за свим жртвама конфликта.
Иницијатива се ускоро проширила на различите локације у Израелу. Жене су једном недељно демонстрирале на главним улицама или на главним путевима. Покрет није усвојио ниједан формалан програм осим противљења окупацији. Локалне групе су имале аутономију у одлучивању око тема као што су када ће и да ли ће да допусте мушкарцима да учествују у протесту и др.
На врхунцу Интифаде било је око тридесет протеста на различитим локација широм земље. Број се значајно смањио након Споразума у Ослу у 1993. години, када се чинило да је мир са Палестинцима био известан.

## Жене у црном у другим земљама
Прве шетње у другим земљама су кренуле у име солидарности са израелским групама, али су се теме мешале са социјалним и политичким проблемима.
Жене у црном у Остину, Тексас, почеле су да држе бдења против америчког бомбардовања Авганистана након напада 11. септембра.
Жене у црном су такође у активне у Србији, почев од 9. октобра 1991. Током деведесетих година па све до данас, организовале су 700 пацифистичких протеста против милитаризма, рата, сексизма, национализма и свих других видова насиља и дискриминације над женама и свим другачијима и различитима у етничком, верском, културном, сексуалном и идеолошком смислу..